# Muzeum Plantin-Moretus

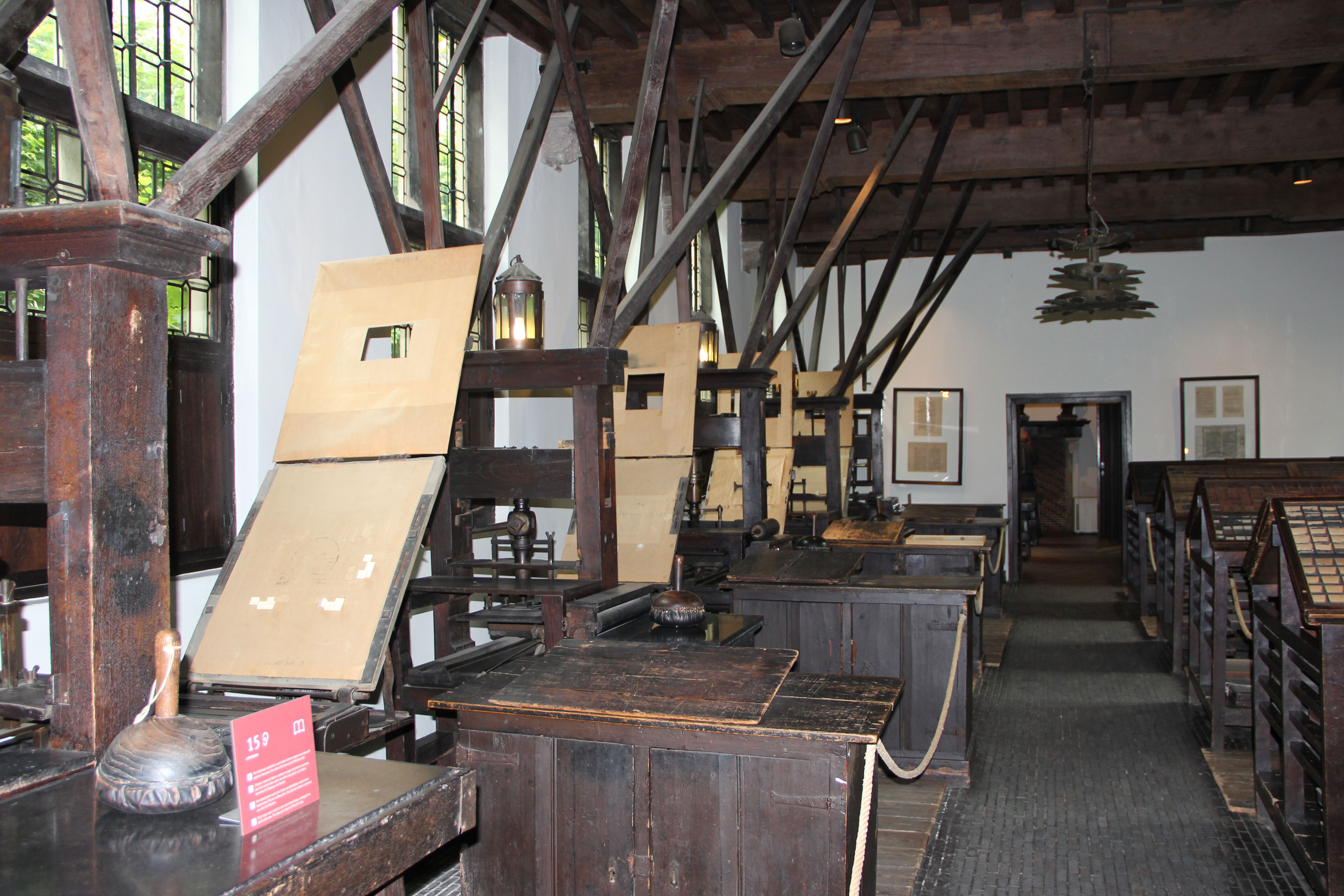
Oryginalne prasy drukarskie Plantina

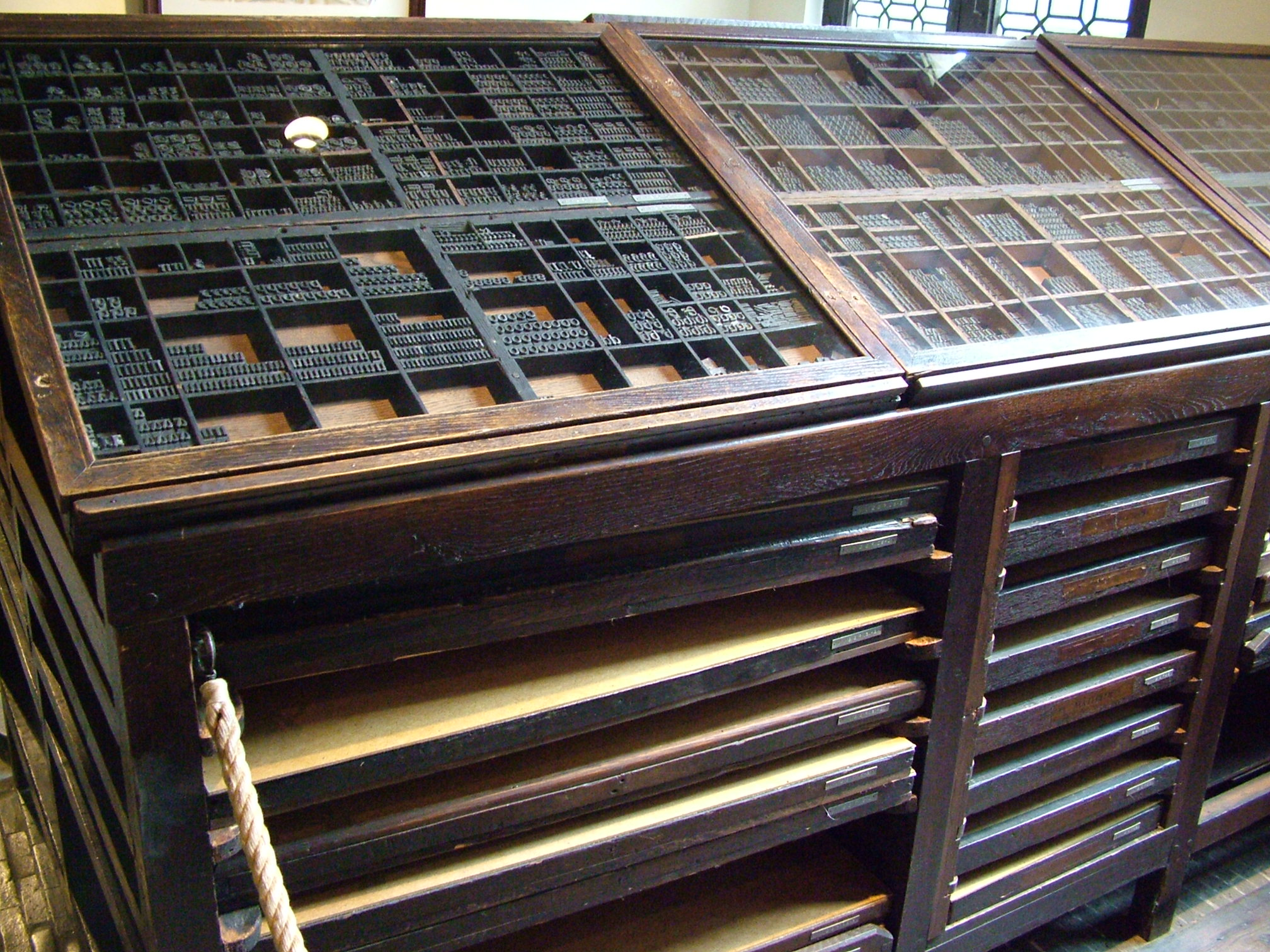
Oryginalne czcionki wydawnictwa Officina Plantiniana

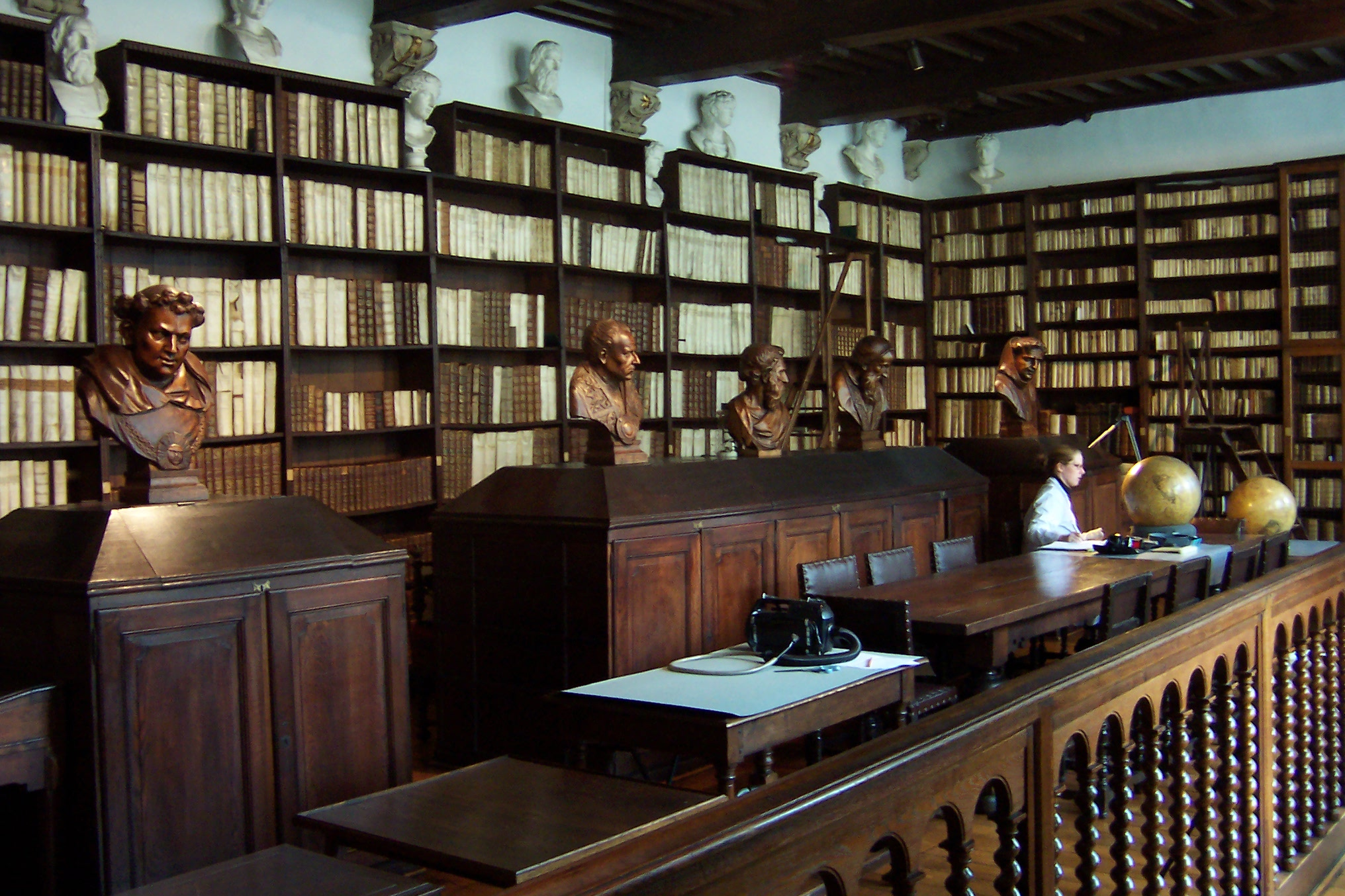
Biblioteka Muzeum Plantin-Moretus

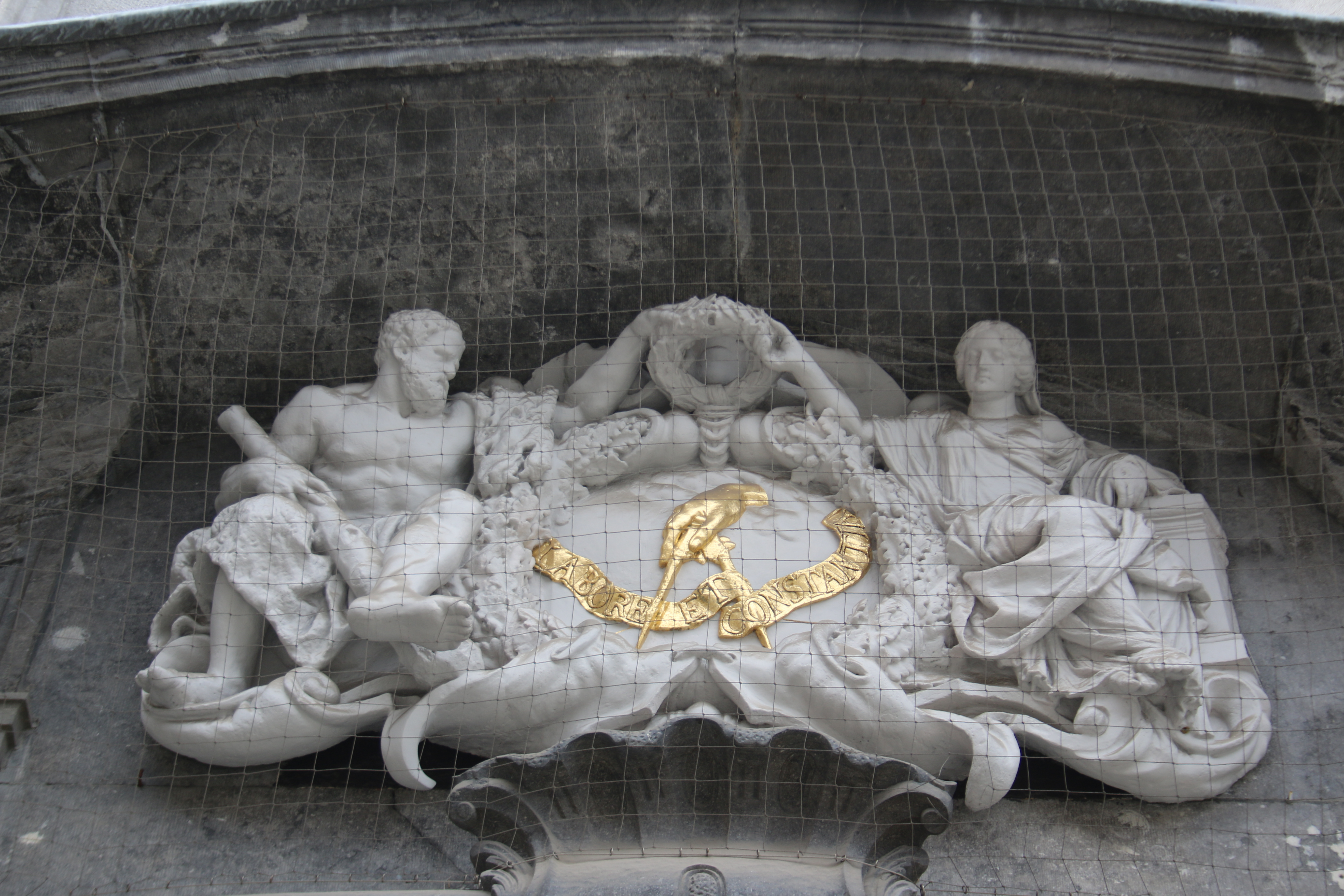
Symbol nad wejściem oznaczający nazwę budynku muzem „Pod złotym cyrklem”

Muzeum Plantin-Moretus (nider. Plantin-Moretusmuseum) – muzeum poświęcone działalności drukarskiej Christophe'a Plantina (1514/1520–1589) i Jana Moretusa (1543–1610) w Antwerpii. 
W 2005 roku zabytkowy zespół obejmujący dom, pracownie i muzeum został wpisany na listę światowego dziedzictwa UNESCO. 
W 2001 roku archiwa wydawnictwa Officina Plantiniana zostały wpisane na międzynarodowa Listę UNESCO najbardziej wartościowych obiektów – Pamięć Świata (ang. Memory of the World). 

## Historia

### Officina Plantiniana
Christophe Plantin (1514/1520–1589) osiedlił się w Antwerpii w 1549 roku, gdzie początkowo pracował jako introligator a po ranach odniesionych podczas napadu, które uniemożliwiły mu działalność introligatorską poświęcił się drukarstwu. Założył wówczas oficynę wydawniczą znaną jako Officina Plantiniana. 
21 marca 1550 roku stał się obywatelem miasta Antwerpii i w tym samym roku został przyjęty do gildii drukarzy. W 1552 roku Plantin zamieszkał przy Twaalfmaandenstraat, gdzie uruchomił swoją pierwszą prasę drukarską. Pierwszą wydaną przez niego książką była La Institutione di una Fanciulla Nota Nobilmente z 1555 roku. W 1557 roku Plantin przeprowadził się do dzielnicy drukarzy i zamieszkał w kamienicy „Pod złotym jednorożcem” przy Kammenstraat. W 1560 roku przeniósł drukarnię do nowo wybudowanych gmachów w miejscu dawnego browaru „De Witte Valck” niedalekoKammenstraat.     
W 1562 roku Plantin został oskarżony o wydanie dzieła heretyckiego Briefve instruction pour prier i po drobiazgowym śledztwie, które oczyściło go z zarzutów, opuścił Antwerpię na rok i zamieszkał w Paryżu. Zlecił wówczas swoim wierzycielom sprzedaż drukarni. 
W 1563 roku powrócił i wraz z Corneliusem von Bomberghe założył spółkę, do której przystąpili Karl von Bomberghe, Jacob von Schotti i Johannes Goropius Becanus. Wraz z partnerami ponownie podjął działalność drukarską przy Kammenstraat.    
Przedsiębiorstwo szybko odniosło sukces na rynku wydawniczym. Na potrzeby rozwijającej się drukarni Plantin wynajął trzy kolejne domy przy Kammenstraat. Plantin zatrudniał zdolnych pracowników, pracowali dla niego m.in. Cornelis Kiliaan (1528–1607), Theodor Poelman i Franciscus Raphelengius (1539–1597). W prowadzeniu drukarni pomagał mu Jan Moretus (1543–1610), który zaczął pracować dla Plantina w wieku lat 15, i który poślubił jego córkę Martine. W 1555 roku oficyna Plantina wydała 5 dzieł, trzy lata później – 14, w 1564 roku – 32, po czym liczba publikacji wahała się pomiędzy 30 a 50 dziełami rocznie. Od 1561 roku Plantin albo Moretus prezentowali swoje dzieła na targach we Frankfurcie nad Menem, gdzie utrzymywali własny skład. W 1567 roku Plantin założył księgarnię i drukarnię w Paryżu. Oficyna Plantina wydawała dzieła z zakresu teologii, filologii, prawa i historii, druki w językach greckim i hebrajskim, nuty oraz miedzioryty. 
W latach 1568–1573 oficyna przeżywała okres gwałtownego rozwoju i zajmowała 7 domów przy Kammenstraat. W 1565 roku miała 7 a w 1576 roku już 22 pras drukarskich. W 1575 roku miała 38121 fontów odlanych czcionek, pozwalających na druk w 73 krojach pisma. W latach 1555–1589 wydała według różnych szacunków ok. 1030 lub nawet ok. 1500 dzieł. 
W 1570 roku król Hiszpanii Filip II Habsburg (1527–1598) zlecił Plantinowi druk ksiąg liturgicznych dla królestwa Hiszpanii, nadając mu jednocześnie przywilej zwalniający drukarza z płacenia podatku. 
W 1573 roku Plantin wydał w pięciu językach ośmiotomową poliglotę antwerpską – Biblia sacra hebraice, chaldaice, graece et latine. Philippi II. reg. cathol. pietate, et studio ad sacrosanctae ecclesiae usum Christoph. Plantinus excud. Antverpiae. Publikacja powstała na zamówienie Filipa II a praca nad nią trwała cztery lata (1568–1572). Plantin wydrukował 12 egzemplarzy królewskich na pergaminie i 1200 na papierze, które zostały skierowane do sprzedaży. 
Otrzymane od króla wynagrodzenie nie pokryło jednak kosztów wydania Biblii i odtąd wydawnictwo borykało się z problemami finansowymi. W 1577 roku Plantin musiał sprzedać paryską drukarnię i księgarnię poniżej ich ceny rynkowej. 
W 1576 roku Officina Plantiniana została przeniesiona do gmachu przy Vrijdagmarkt, z wejściem od Hoogstraat. Plantin nazwał budynek „Pod złotym cyrklem” (nider. De Gulden Passer). Na potrzeby drukarni zamontowano 16 pras, a w tym samym gmachu urządzono mieszkanie dla rodziny drukarza. Po okresie Hiszpańskiej Furii, Plantin zmuszony był do ograniczenia działalności – w 1577 roku pracowały jedynie trzy maszyny drukarskie. 
W 1579 roku Plantin został właścicielem domu z wejściem od Vrijdagmarkt, dużym ogrodem na jego tyłach i powozownią z wejściem od Heilige Geeststraat. Na tyłach ogrodu wzniósł nową drukarnię z 5–6 maszynami drukarskimi. W latach 1579–1580 zbudował kolejne trzy domy a powozownię również przekształcił w dom – nowe domy, które zaczął wynajmować lokatorom, nazwał „Pod srebrnym cyrklem”, „Pod miedzianym cyrklem”, „Pod żelaznym cyrklem” i „Pod drewnianym cyrklem”.  
Wobec perspektywy oblężenia Antwerpii przez wojska hiszpańskie, Plantin przeniósł się w 1583 roku do Lejdy, gdzie pracował jako drukarz tamtejszego uniwersytetu. Prowadzenie przedsiębiorstwa w Antwerpii powierzył zięciom Janowi Moretusowi i Francisowi Raphelengiusowi. W 1585 roku, po kapitulacji miasta powrócił do Antwerpii, sprzedając drukarnie w Lejdzie zięciowi Raphelengiusowi. W Antwerpii stał się głównym drukarzem kontrreformacji. 
Po śmierci Plantina w 1589 roku, wydawnictwo w Antwerpii przejął jego zięć Jan Moretus, którego w prowadzeniu przedsiębiorstwa wspomagali od 1592 roku synowie Balthasar i Jean, a po ich śmierci przez potomków Balthasara – syna Balthasara II., wnuka Balthasara III. i prawnuka Balthasara IV.. Wydawnictwo świetnie prosperowało a majątek rodziny został kilkukrotnie pomnożony. 
W latach 1620–1640 siedziba firmy została znacznie rozbudowana – dodano m.in. obszerną bibliotekę i kaplicę. W 1639 roku do kamienicy „Pod złotym cyrklem” przeniesiono księgarnię, która wcześniej mieściła się przy Kammenstraat. Ok. 1700 roku księgarnia została ponownie przeniesiona do budynku przy Heilige Geeststraat.  
Przedsiębiorstwo rodzinne funkcjonowało do 1867 roku. 

#### Publikacje
Wydane w Antwerpii: 

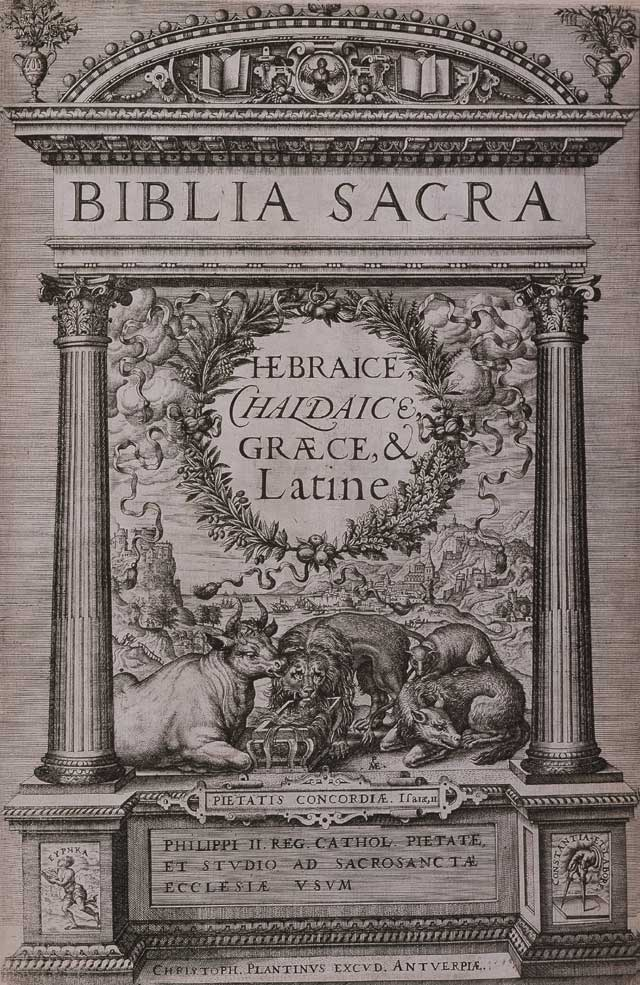
Strona tytułowa Poligloty antwerpskiej

- 1558 – Thevet, A., Les singularitez de la France antarctique
- 1559 – La magnifique et somptueuse pompe funèbre, faite aux obsèques et funérailles de l'Empereur Charles V, célébrées en la ville de Bruxelles, le 29. déc. 1558 par Philippe roi d'Espagne
- 1562 – Dictionarium Tetraglotton
- 1559 – Librorum prohibitorum index
- 1572 – Missale romanum
- 1573 – Thesaurus theutonicae linguae
- 1573 – Poliglota antwerpska
- 1574 – Dictionarium teutonico-latinum etc.
- 1576 – Rariorum aliquot stirpium per Hispanias observatar. Historia
- 1576 – Plantarum seu stirpium historia
- 1579 – Opera
- 1581 – Descrittione di tutti i Paesi Bassi etc.

Wydane w Lejdzie: 
- 1584 – Hollandiae Comitum historia et icones

### Muzeum
20 kwietnia 1876 roku zakład Plantina został zakupiony przez miasto Antwerpię i 19 sierpnia 1877 roku otwarto w nim muzeum. 11 marca 1939 roku otwarto nowy budynek zbudowany w stylu neoklasycznym na rogu Heilige Geeststraat, który został połączony z gmachem przy Vrijdagmarkt. Obecnie w gmachu tym znajduje się m.in. główna sala muzeum oraz czytelnia biblioteki kolekcji grafik. 
Podczas II wojny światowej, zbiory biblioteki zostały spakowane w skrzynie i przeniesione do zamku w Lavaux-Sainte-Anne w prowincji Namur a później do piwnic Banku Centralnego Belgii w Brukseli. 2 stycznia 1945 roku wszystkie gmachy przy Vrijdagmarkt zostały zniszczone podczas bombardowania pociskami V2, a samo muzeum poniosło wielkie szkody. Gmachy i muzeum zostały odbudowane przez miasto Antwerpię w latach 1947–1951. Ponowne otwarcie kompleksu nastąpiło 28 lipca 1951 roku.         
W 1951 roku w muzeum założono Stowarzyszenie Plantina, którego celem jest rozpowszechnianie wiedzy o drukarstwie i publikacjach flamandzkich.     
W 1980 roku w miejscu narożnego domu zniszczonego podczas bombardowania wzniesiono nowoczesny gmach z pomieszczeniami biurowymi. W 1993 roku, kiedy Antwerpia była Europejską Stolicą Kultury, w ogrodzie muzeum posadzono rośliny i zioła uprawiane ok. 1600 roku. 4 czerwca 1998 roku otwarto przeszklone audytorium, w którym zlokalizowano m.in. sale wykładowe dla Stowarzyszenie Plantina i pomieszczenia biurowe. W latach 2000–2002 odrestaurowano fasady historycznego dziedzińca.  

## Zbiory muzeum
Muzeum obejmuje dom i pracownie rodziny Plantina i Moretusa i bibliotekę, w której przechowywana jest kolekcja 638 manuskryptów zapoczątkowana przez Plantina. W pracowniach wystawione są oryginalne prasy drukarskie Plantina, w tym dwie uznawane za najstarsze zachowane tego typu maszyny na świecie. Pracownia Plantina to jedyny zachowany do dziś warsztat drukarski z okresu renesansu i baroku.   
W zbiorach muzeum znajduje się również archiwum wydawnictwa Officina Plantiniana, które w 2001 roku zostały wpisane na międzynarodowa Listę UNESCO najbardziej wartościowych obiektów – Pamięć Świata (ang. Memory of the World). 
W 2005 roku zabytkowy zespół obejmujący dom, pracownie i muzeum został wpisany na listę światowego dziedzictwa UNESCO.         